# András Toma
András Toma (5. prosince 1925, Újfehértó, Maďarsko – 30. března 2004, Nyíregyháza) byl maďarský voják, který byl v roce 1945 zajat Rudou armádou. V roce 2000 byl nalezen v ruské psychiatrické léčebně. Jedná se pravděpodobně o posledního repatriovaného válečného zajatce z druhé světové války a informace o tomto případu byly publikovány v mnoha zemích.

## Život
Ve věku čtyř let přišel o matku. Žil v Sulyánbokoru poblíž Nyíregyházy, když byl roku 1944 povolán do vojenské služby. Bojoval se svou jednotkou v okolí Osvětimi a Krakova. 11. ledna 1945 byl zajat a odveden přes Ukrajinu a Bělorusko do tábora u Boksitogorsku (Бокситогорск) poblíž Petrohradu. Kvůli nemoci byl přemístěn do vojenské nemocnice v táboře u Bystrjagů (Быстряги), asi 1000 km východně od Boksitogorsku. V lednu roku 1947 byl přemístěn do psychiatrické léčebny v Kotělniči (Котельнич). Jelikož nemocniční pacienti byli vyjmuti ze seznamů válečných zajatců, maďarské úřady o Andrásovi ztratily přehled. V roce 1954 byl prohlášen za mrtvého.
V psychiatrické léčebně žil pod jménem András Tamás (Андраш Тамаш). Osudovým okamžikem v jeho životě bylo seznámení s Karlem Moravčikem, Slovákem, který dříve žil v Maďarsku, který začal Andráse navštěvovat a podařilo se mu s ním navázat kontakt. Maďarský neurolog Andras Veer pak potvrdil, že jde určitě o Maďara, a 11. srpna 2000 se András konečně vrátil do rodného Maďarska. Zde byl identifikován se svojí rodinou pomocí DNA testu. András byl ministerstvem obrany povýšen a díky nepřerušené službě mu byl vyplacen žold. 74letý András Toma se nastěhoval ke své nevlastní sestře Anně, která se o něj starala až do jeho smrti v roce 2004.